# Elke Weber
Elke Weber – niemiecka brydżystka, World International Master (WBF), European Master (EBL).

## Wyniki brydżowe

### Olimpiady
W olimpiadach uzyskała następujące rezultaty:
| Olimpiady brydżowe. Zawody teamów | Olimpiady brydżowe. Zawody teamów | Olimpiady brydżowe. Zawody teamów    | Olimpiady brydżowe. Zawody teamów | Olimpiady brydżowe. Zawody teamów | Olimpiady brydżowe. Zawody teamów |
| Rok                               | Miejsce                           | Zawody                               | Kategoria                         | Drużyna                           | Pozycja                           |
| --------------------------------- | --------------------------------- | ------------------------------------ | --------------------------------- | --------------------------------- | --------------------------------- |
| 2004                              | Stambuł                           | 12. Olimpiada Teamów                 | Kobiety                           | Germany                           | 9                                 |
| 2002                              | Salt Lake City                    | 4. Mistrzostwa o Wielką Nagrodę MKOL | Kobiety                           | Germany                           | 4                                 |

### Zawody światowe
W światowych zawodach zdobyła następujące lokaty:
| Mistrzostwa Świata. Konkurencja teamów | Mistrzostwa Świata. Konkurencja teamów | Mistrzostwa Świata. Konkurencja teamów                | Mistrzostwa Świata. Konkurencja teamów | Mistrzostwa Świata. Konkurencja teamów | Mistrzostwa Świata. Konkurencja teamów |
| Rok                                    | Miejsce                                | Zawody                                                | Kategoria                              | Drużyna                                | Pozycja                                |
| -------------------------------------- | -------------------------------------- | ----------------------------------------------------- | -------------------------------------- | -------------------------------------- | -------------------------------------- |
| 2006                                   | Werona                                 | 12. Mistrzostwa Świata                                | Kobiety                                | Danger                                 | 5                                      |
| 2004                                   | Stambuł                                | 3. Transnarodowe Mistrzostwa Świata Teamów Mikstowych | Miksty                                 | Weber                                  | 65                                     |
| 2003                                   | Monte Carlo                            | 36. Mistrzostwa Świata Teamów                         | Kobiety                                | Germany                                | 5                                      |
| 2002                                   | Montreal                               | 11. Mistrzostwa Świata                                | Kobiety                                | Auken                                  | 5                                      |
| 1998                                   | Lille                                  | 10. Mistrzostwa Świata                                | Kobiety                                | Weber                                  | 17                                     |

| Mistrzostwa Świata. Konkurencja par | Mistrzostwa Świata. Konkurencja par | Mistrzostwa Świata. Konkurencja par | Mistrzostwa Świata. Konkurencja par | Mistrzostwa Świata. Konkurencja par | Mistrzostwa Świata. Konkurencja par |
| Rok                                 | Miejsce                             | Zawody                              | Kategoria                           | Partner                             | Pozycja                             |
| ----------------------------------- | ----------------------------------- | ----------------------------------- | ----------------------------------- | ----------------------------------- | ----------------------------------- |
| 2006                                | Werona                              | 12. Mistrzostwa Świata              | Miksty                              | Martin Löfgren                      | 79                                  |
| 2006                                | Werona                              | 12. Mistrzostwa Świata              | Kobiety                             | Ingrid Gromann                      | 41                                  |
| 2002                                | Montreal                            | 11. Mistrzostwa Świata              | Kobiety                             | Ingrid Gromann                      | 58                                  |

### Zawody europejskie
W europejskich zawodach zdobyła następujące lokaty:
| Zawody europejskie. Konkurencja teamów | Zawody europejskie. Konkurencja teamów | Zawody europejskie. Konkurencja teamów | Zawody europejskie. Konkurencja teamów | Zawody europejskie. Konkurencja teamów | Zawody europejskie. Konkurencja teamów |
| Rok                                    | Miejsce                                | Zawody                                 | Kategoria                              | Drużyna                                | Pozycja                                |
| -------------------------------------- | -------------------------------------- | -------------------------------------- | -------------------------------------- | -------------------------------------- | -------------------------------------- |
| 2014                                   | Abacja                                 | 52. Mistrzostwa Europy Teamów          | Kobiety                                | Germany                                | 11                                     |
| 2013                                   | Ostenda                                | 6. Otwarte Mistrzostwa Europy          | Miksty                                 | Weber                                  | 52                                     |
| 2013                                   | Ostenda                                | 6. Otwarte Mistrzostwa Europy          | Kobiety                                | German Valkyries                       | 15                                     |
| 2009                                   | San Remo                               | 4. Otwarte Mistrzostwa Europy          | Miksty                                 | Gladiator                              | 40                                     |
| 2009                                   | San Remo                               | 4. Otwarte Mistrzostwa Europy          | Kobiety                                | Normany                                | 11                                     |
| 2007                                   | Antalya                                | 3. Otwarte Mistrzostwa Europy          | Miksty                                 | Alert                                  | 17                                     |
| 2007                                   | Antalya                                | 3. Otwarte Mistrzostwa Europy          | Kobiety                                | Ger-Cro                                | 5                                      |
| 2005                                   | Teneryfa                               | 2. Otwarte Mistrzostwa Europy          | Miksty                                 | Weber                                  | 17                                     |
| 2005                                   | Teneryfa                               | 2. Otwarte Mistrzostwa Europy          | Kobiety                                | Weber                                  | 2                                      |
| 2004                                   | Malmö                                  | 47. Mistrzostwa Europy Teamów          | Kobiety                                | Germany                                | 6                                      |
| 2003                                   | Mentona                                | 1. Otwarte Mistrzostwa Europy          | Miksty                                 | Gromann                                | 47                                     |
| 2003                                   | Mentona                                | 1. Otwarte Mistrzostwa Europy          | Kobiety                                | Yuen                                   | 17                                     |
| 2002                                   | Salsomaggiore                          | 46. Mistrzostwa Europy Teamów          | Kobiety                                | Germany                                | 2                                      |
| 2002                                   | Ostenda                                | 7. Mistrzostwa Europy Mikstów          | Miksty                                 | Vechiatto                              | 46                                     |
| 2000                                   | Bellaria                               | 6. Mistrzostwa Europy Mikstów          | Miksty                                 | Schneider                              | 65                                     |
| 1998                                   | Akwizgran                              | 5. Mistrzostwa Europy Mikstów          | Miksty                                 | Gunther                                | 90                                     |

| Zawody europejskie. Konkurencja par | Zawody europejskie. Konkurencja par | Zawody europejskie. Konkurencja par | Zawody europejskie. Konkurencja par | Zawody europejskie. Konkurencja par | Zawody europejskie. Konkurencja par |
| Rok                                 | Miejsce                             | Zawody                              | Kategoria                           | Partner                             | Pozycja                             |
| ----------------------------------- | ----------------------------------- | ----------------------------------- | ----------------------------------- | ----------------------------------- | ----------------------------------- |
| 2013                                | Ostenda                             | 6. Otwarte Mistrzostwa Europy       | Kobiety                             | Anne Gladiator                      | 25                                  |
| 2009                                | San Remo                            | 4. Otwarte Mistrzostwa Europy       | Kobiety                             | Anne Gladiator                      | 5                                   |
| 2009                                | San Remo                            | 4. Otwarte Mistrzostwa Europy       | Miksty                              | Fried Weber                         | 64                                  |
| 2007                                | Antalya                             | 3. Otwarte Mistrzostwa Europy       | Kobiety                             | Ingrid Gromann                      | 52                                  |
| 2007                                | Antalya                             | 3. Otwarte Mistrzostwa Europy       | Miksty                              | Martin Löfgren                      | 139                                 |
| 2005                                | Teneryfa                            | 2. Otwarte Mistrzostwa Europy       | Kobiety                             | Ingrid Gromann                      | 14                                  |
| 2003                                | Mentona                             | 1. Otwarte Mistrzostwa Europy       | Kobiety                             | Pony Beate Nehmert                  | 97                                  |
| 2002                                | Ostenda                             | 7. Mistrzostwa Europy Mikstów       | Mikst                               | Fried Weber                         | 115                                 |
| 2000                                | Bellaria                            | 6. Mistrzostwa Europy Mikstów       | Mikst                               | Fried Weber                         | 278                                 |
| 1998                                | Akwizgran                           | 5. Mistrzostwa Europy Mikstów       | Mikst                               | Fried Weber                         | 289                                 |

## Klasyfikacja
- Elke Weber – klasyfikacja EBL (ang.)
- Elke Weber – klasyfikacja WBF (ang.)